# Правові системи Співдружності націй
Правові системи Співдружності націй — сукупність національних правових систем держав, що входять до складу Співдружності Націй та склалися у більшій чи меншій мірі під впливом англійського права.

## Характеристика правових систем
У даний час у всіх країнах Британської Співдружності в тій чи іншій формі діє система англійського загального права. Але існують країни, що входять до Співдружності, але в них діють інші системи права, ніж англійське загальне право, і яким взагалі невідома система загального права як частина національної правової системи. До таких держав належить Мальта, де заснована на статуті право є єдиною формою існування права. Основу правових систем Зімбабве, Свазіленду, Лесото, Ботсвани, Шрі-Ланки становить романо-германське право. До країн, у яких немає загального права, відносяться також Бангладеш, Мальдівська Республіка (основу правової системи в них утворює мусульманське право).
В інших країнах Британської Співдружності англійське загальне право складає один з елементів національного права. У деяких з них англійське загальне право утворює фундамент правової системи країни (Антигуа і Барбуда, Багамські острови, Барбадос, Беліз, Гренада, Домініка, штати Нігерії, Сент-Вінсент і Гренадини, Вануату, Тринідад і Тобаго, Ямайка), а в деяких інших воно доповнене законодавчими актами або кодексами в окремих галузях права та областях правового регулювання.
Слід сказати, що не зважаючи на спільне історичне минуле та визначальний вплив материнського англійського права на розвиток правових систем країн Співдружності Націй, останні є неоднорідними. Частина з них (правові системи Канади, Австралії, Нової Зеландії та деякі інші) належать до "чистих" правових систем групи англійського права англо-американської правової сім'ї. Проте більшість правових систем інших країн Співдружності мають змішаний характер та відстоюють свою етно-правову самобутність, через поєднання засад загального права елементами релігійних та традиційних правових систем.
Спільність правових систем цих країн обумовлюється не тільки історично успадкованими правовими традиціями, а й доволі активною діяльністю унікальної міжнародної організації - Співдружності націй, що об'єднує їх на підставі добровільного членства. На сьогодні Співдружність - міжнародне об'єднання 56 незалежних суверенних держав, які здійснюють консультації та співробітництво в загальних інтересах їх народів та налагодження міжнаціонального взаєморозуміння.
До Співдружності входять Велика Британія та майже всі її колишні домініони, колонії та протекторати (Австралія, Багами, Бангладеш, Бруней, Гамбія, Замбія, Індія, Канада, Кенія, Кіпр, Малайзія, Мальдіви, Мальта, Нігерія, Нова Зеландія, Пакистан, Сейшели, Сінгапур, Фіджі, Шрі-Ланка, ЮАР, Ямайка та ін.). Єдиний виняток становить Мозамбік, який є колишньою колонією Португалії, але був прийнятий до Співдружності в 1995. напрохання країн сусідів, які входять до Співдружності. Але того, не всі члени Співдружності мають безпосередні конституційні зв'язки з Великою Британією - деякі з північно-тихоокеанських держав-членів Співдружності перебували під управлінням Австралії та Нової Зеландії,  а Намібія у 1920—1990 рр. - під управлінням ЮАР.
Традиційно головою Співдружності проголошується монарх Великої Британії, однак роль голови організації в її повсякденній діяльності лише символічна. У 17 державах Співдружності (Австралія, Канада, Нова Зелнадія та ін.) монарх Великої Британії понині де-юре виступає головою Держави та здійснює свої формальні функції через призначуваного ним генерал-губернатора.
У зв'язку з тим, що Індія здобула незалежність та в ній встановилася з січня 1950 р. республіканської форми правління,потрібно було кардинально переглянути принципи організації Співдружності. Питання про суперечність між республіканською формою правління та членами Співдружності було вирішене у 1949 р. на нараді прем'єр-міністрів країн Співдружності у Лондоні. Індія погодилась визнати британського монарха як "символ вільної асоціації незалежних держав-членів Співдружності та голову Співдружності" . Інші члени Співдружності, зі свого боку, погодились на збереження членства Індії в організації.

## Статус країн-членів Співдружності
Кожна країна Співдружності користується беззастережним правом одностороннього виходу з її складу. Можливість виключення зі складу Співдружності мають право припинити участь окремих країн у роботі органів Співдружності. Якщо держава оголошується республікою, її членство в Співдружності автоматично припиняється, якщо вона не звернеться до інших членів із проханням про збереження її членства в організації. Так, Ірландська Республіка не звернулась з таким проханням, оскільки на момент проголошення її республікою у 1949 р. такої вимоги просто не існувало.
Адміністративне керівництво Співдружністю здійснює Секретаріат, штаб квартира якого з 1965р. розташовується у Лондоні. Організація ґрунтується на низці угод, ухвалених на зустрічах голів урядів Співдружності, які закріплюють її цілі та завдання. Співдружність спрямовує політику держав та виробляє спільні засади державної правової організації країн членів, які відтворюються у чисельних деклараціях, цілях, платформах, висновках, рекомендаціях та інших документах Співдружності.
Першим документом, що закріпив перелік фундаментальних цілей Співдружності,стала Декларація принципів Співдружності, яка була ухвалена  в 1971 р. на саміті в Сінгапурі (Сінгапурська Декларація). До угод, що визначають спільні засади політико-правового розвитку країн-членів, належать Декларація Співдружності з розвитку демократії (2008), Декларація про посилення співробітництва у сфері міжнародного гуманітарного права (2005) та ін.

## Основні порівняльні характеристики правових систем Канади, Австралії та Нової Зеландії
Зазначені правові системи як дочірні належать до материнської групи англійського права англо-американської правової сім'ї:
1. Формування правових систем Канади, Австралії та Нової Зеландії в умовах тривалої "правової залежності" від Великої Британії. На відміну від США, які революційним шляхом здобули незалежність від Англії ще у 18ст., ці країни отримали статус незалежних держав значно пізніше, отже, значно більш тривалий час перебували під прямим впливом англійської правової системи та її правових традицій.
2. Відчутний вплив Сполучених Штатів Америки на розвиток досліджуваних правових систем. Вплив США на становлення Канади, Австралії та Нової Зеландії обумовлений спільним колоніальним минулим, географічною наближеністю до них, використанням спільної (англійської) мови. У цілому Канада, Австралія та Нова Зеландія запозичують з американського права ті інститути, які не розроблені в їх власному або англійському праві.
3. Формування власної юридичної науки та становлення юридичної професії в Канаді, Австралії та Новій Зеландії на основі англо-американських доктрин. Утвердження цих правових систем як самостійних сприяло формування національної правової науки та юридичних кадрів. Перші факультети права в цих країнах відкриваються в середині 19 ст., проте тривалий час зберігалося ставлення науково-викладацької діяльності як до другорядної порівняно з практичною, передусім суддівською працею.
4. Формування національних конституцій за участі британського парламенту. У Новій Зеландії, як і у Великій Британії, відсутня писана кодифікована Конституція. Основні принципи державно-правового устрою визначаються низкою новозеландських Конституційних указів, ухвалених у період з 1846 по 1986 рр., інші законодавчих актів, а також конституційних звичаїв. У Канаді та Австралії конституції також складаються з низки активів національного та британського походження. Чинна Конституція Австралії була розроблена конвентом з представників австралійських штатів та затверджена Актом про Конституцію Австралії, ухваленим англійським парламентом у 1900 р. Акт складається з дев'яти статей: перші вісім статей (так звані супровідні статті covering clause) містять загальні положення, що стосуються цього Акта, Корони та Австралійського союзу, власне конституція Австралії викладається у дев'ятій статті Акта.
5. Канадська писана Конституція, на відміну від американської, не становить цілісного документа і не є кодифікованою. Вона містить 25 основних актів, закріплених у Конституційному акті 1982 р.: чотирнадцять актів британського парламенту, сім - парламенту Канади і чотири закони від імені британського монарха і Таємної ради.
6. В Австралії та Канаді, на відміну від Великої Британії, запроваджений інститут конституційного контролю. Інститут конституційного контролю покликаний забезпечити реалізацію принципу верховенства конституції, який визначається конституційною доктриною цих країн. В Австралії та Канаді цей інститут утвердився завдяки тому,що їх конституції розглядалися як акти британського парламенту. В Австралії та Канаді, як і в США, нагляд за конституційністю здійснюється системою загальних судів, а не спеціально створеним органом конституційної юрисдикції. У цих країнах конституційний контроль переважно має конкретний характер, тобто здійснюється в процесі розгляду конкретних юридичних справ. Проте в Канаді наявні елементи загального конституційного нагляду, зокрема, передбачена можливість звернення урядових установ федерації та провінцій до Верховного Суду Канади та Верховних судів провінцій за наданням консультативного висновку з приводу конституційності акта.
7. На відміну від Великої Британії та Нової Зеландії, Австралія та Канада мають федеративний устрій, який відбивається на всіх основних елементах правової системи - структурі джерел права, судовій системі тощо.
8. Для Англії, Канади, Австралії та Нової Зеландії є характерним взаємовплив та взаємопроникнення їх джерел права, можливість використання окремих джерел права цих країн у межах національних правових систем інших. Основними джерелами права цих країн є загальне право, статутне право, делеговане законодавство та звичай[2].